# مسجد قلعه نوغاب
مسجد قلعه نوغاب مربوط به سال ۱۳۵۵ ه‍.ق است و در شهرستان درمیان، بخش مرکزی، دهستان میاندشت، داخل روستای نوغاب واقع شده و این اثر در تاریخ ۲۳ بهمن ۱۳۸۵ با شمارهٔ ثبت ۱۷۳۸۲ به‌عنوان یکی از آثار ملی ایران به ثبت رسیده است.